# Croix de Pouilly-en-Auxois
La croix de Pouilly-en-Auxois est une croix monumentale située sur le territoire de la commune de Pouilly-en-Auxois, en France.

## Localisation
La croix est située rue de l'église, sur le territoire de la commune de Pouilly-en-Auxois, dans le département de la Côte-d'Or, en région Bourgogne-Franche-Comté, en France. Elle est érigée près de la chapelle Notre-Dame Trouvée sur un tertre faisant face à une colline formant des gradins, utilisés par les pèlerins lors des pèlerinages, leur permettant d'écouter les prêches.

## Historique

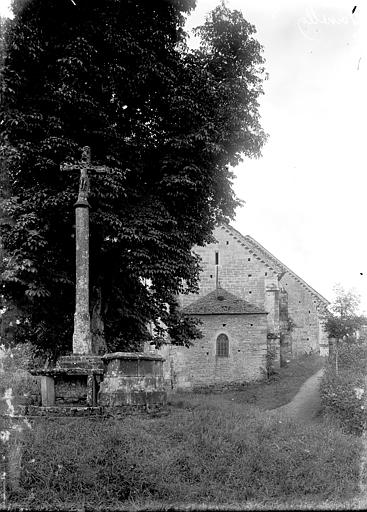
Croix et église Notre-Dame-Trouvée

La croix date du XVe siècle et est érigée dans le cadre des pèlerinages à la chapelle Notre-Dame-Trouvée, l'édifice n'étant certainement pas assez grand pour y accueillir la masse de fidèles,. Le monument est sans doute restauré probablement au XXe siècle.
La croix est classée au titre des monuments historiques par arrêté du 20 mai 1897.

## Description
Le monument en lui même est assez rare en extérieur, : il est en effet composé d'une croix, d'un autel et d'une chaire à prêcher,,. Les dimensions du monument sont de 4,95 mètres de hauteur pour une largeur de 1,96 mètre.
Le socle du monument est de forme circulaire sur lequel reposent trois marches. Le piédestal de la croix passe d'une forme carrée à une forme octogonale, qui est également la forme du fût. La croix au sommet, sobre en décorations, a des extrémités moulurées, son centre des redents ajourés et des fleurettes sculptées ornent l'ensemble. Sur un côté de la croix, un Christ en croix est sculpté en haut relief et de l'autre une Vierge à l'enfant et chaque figure est surmontée d'un ange,.
Le petit autel, ou reposoir, accolé au piédestal de la croix, est composé de deux blocs verticaux qui supportent une table en pierre.
Sur la première marche du socle, la chaire à prêcher est construite en moyen appareil, en « pierres du pays », et forme un muret cintré avec retour à angles droits aux extrémités. D'une hauteur de 1 mètre environ, sa face principale a une longueur de 1,96 mètre et repose sur un socle avec plinthe de 40 centimètres de hauteur.